# Yvonne McKague Housser
Yvonne McKague Housser (ur. 4 sierpnia 1897 w Toronto, Ontario, zm. 26 stycznia 1996 tamże) – kanadyjska malarka, członek założyciel Kanadyjskiej Grupy Malarzy. Odznaczona Orderem Kanady.

## Życiorys
Yvonne McKague Housser była córką Hugh Henry McKague i Louise Elliott. Wyszła za Fredericka Houssera, krytyka sztuki i autora “A Canadian Art Movement”. W latach 1915–1920 uczęszczała do Ontario College of Art, studiując pod kierunkiem Williama Cruikshanka, J. W. Beatty i Roberta Holmesa. W kolejnych latach kontynuowała studia za granicą, w paryskich Académie de la Grande Chaumière pod kierunkiem Luciena Simona, w Académie Colarossi, i w Académie Ranson (1921–22) pod kierunkiem Maurice'a Denisa. Po ukończeniu Ontario College of Art Housser pozostała na uczelni, początkowo jako asystentka Arthura Lismera, a później jako wykładowczyni (do 1946). Wśród jej pierwszych studentów była przyszła malarka Isabel McLaughlin, który stała się bliską przyjaciółką i uczestniczką wspólnych sesji malarskich. Jako wykładowczyni Housser była głównym doradcą Ligi Studentów Sztuki w Toronto (Toronto's Art Students' League), kiedy ta została założona w 1926. Uczyła dorosłych i dzieci w wielu szkołach i na uniwersytetach na terenie Toronto. Housser po raz pierwszy pokazała swoje prace w 1923 na wystawie Królewskiej Kanadyjskiej Akademii Sztuki, a w 1927 jej prace zostały włączone do corocznej Wystawy Sztuki Kanadyjskiej organizowanej przez National Gallery of Canada. Począwszy od 1928 roku brała udział w trzech wystawach Grupy Siedmiu (1928–31). W 1930 studiowała sztukę dziecięcą w Wiedniu pod kierunkiem Franza Cižka. Następnie uczestniczyła w licznych wystawach, krajowych i międzynarodowych. W latach 20., 30. i 40. organizowała liczne wyprawy malarskie, podróżując do Gór Skalistych, Quebecu, i północnego Ontario. W 1939 wyjechała razem Isabel McLaughlin do Taos w Nowym Meksyku, gdzie pod kierunkiem Emila Bisttrama studiowała zagadnienia symetrii dynamicznej. W 1949 odeszła na emeryturę z Ontario College of Art, ale kontynuowała nauczanie w Doon School of Fine Arts w Kitchener i w Ryerson Polytechnical Institute w Toronto (od 2001 Ryerson University). W latach 50. w okresie dwóch sezonów letnich studiowała w Cape Cod (Massachusetts) pod kierunkiem abstrakcyjnego ekspresjonisty Hansa Hofmanna. W latach 50. I 60. kilkakrotnie wyprawiała się do Meksyku i na Karaiby.
Housser była członkiem-założycielem Kanadyjskiej Grupy Malarzy (Canadian Group od Painters, 1933) oraz Federacji Artystów Kanadyjskich (Federation of Canadian Artists, 1941). Była członkiem Heliconian Club, Stowarzyszenia Artystów Ontario (Ontario Society of Artists, od 1927) i Królewskiej Kanadyjskiej Akademii Sztuk Pięknych (Royal Canadian Academy of Arts; od 1951). W 1981 została członkiem honorowym Ontario College of Art. W 1984 została odznaczona Orderem Kanady.

## Twórczość
Swoimi ożywionymi obrazami górniczych miast północnego Ontario oraz rysunkami i grafikami Housser wniosła osobistą interpretację narodowej tradycji do sztuki kanadyjskiej. Wczesne prace artystki, takie jak Kobalt (1931), wykazują pokrewieństwo ze stylem Grupy Siedmiu (bogate kolorystycznie domy i przypominające lodowce hałdy odpadów przemysłowych). Housser pozornie opuszczone osiedle górnicze przedstawia tu jako pociągające miasteczko o figlarnie powykrzywianych kształtach. Z kolei obraz Nabrzeże, Północne Ontario (1945) ukazuje rosnące, osobiste podejście artystki do zagadnień formy i koloru. Zainspirowana w późniejszych dekadach przez kanadyjskich malarzy abstrakcyjnych i swego nauczyciela Hansa Hofmanna, Housser zaczęła eksperymentować ze sztuka abstrakcyjną i formami pokrewnymi.
Jej obrazy wchodzą dziś w skład kolekcji Art Gallery of Ontario w Toronto, National Gallery of Canada w Ottawie, Art Gallery of Hamilton, McMichael Canadian Art Collection, University of Toronto, college’u Victoria University przy University of Toronto, znajdują się też w wielu zbiorach prywatnych.